# مایکل آکوفو
مایکل آکوفو (انگلیسی: Michael Akuffu؛ زادهٔ ۱۸ دسامبر ۱۹۸۷) بازیکن فوتبال اهل غنا است.
از باشگاه‌هایی که در آن بازی کرده است می‌توان به باشگاه فوتبال آسک میموساس اشاره کرد.
وی همچنین در تیم‌های ملی فوتبال زیر ۲۰ سال غنا و غنا بازی کرده است.